# Belamoty
Belamoty is een plaats en commune in het zuiden van Madagaskar, behorend tot het district Betioky Sud, dat gelegen is in de regio Atsimo-Andrefana. Tijdens een volkstelling in 2001 telde de plaats 18.645 inwoners.
De plaats biedt naast lager onderwijs ook middelbaar onderwijs aan. 80% van de bevolking werkt als landbouwer, 10% houdt zich bezig met veeteelt en 2% verdient zijn brood als visser. De belangrijkste landbouwproducten zijn rijst en maniok; andere belangrijke producten zijn bonen en tomaten. Verder is 8% actief in de dienstensector.